# Sopur
Sopur är en ort i Indien.   Den ligger i distriktet Bāramūla och unionsterritoriet Jammu och Kashmir, i den norra delen av landet, 700 km norr om huvudstaden New Delhi. Sopur ligger 1 583 meter över havet och antalet invånare är 63 035.
Terrängen runt Sopur är huvudsakligen platt, men norrut är den kuperad. Runt Sopur är det tätbefolkat, med 511 invånare per kvadratkilometer. Närmaste större samhälle är Bāramūla, 14,7 km sydväst om Sopur. Trakten runt Sopur består till största delen av jordbruksmark.